# دانیل جان تیمنسکی
دانیل جان تیمنسکی (زاده ۲۰ ژوئن ۱۹۶۷) آهنگساز، خواننده و نوازنده موسیقی بلوگراس آمریکایی است. او یکی از اعضای گروه آلیسون کراوس اتحادیه استیشن است و چهار آلبوم انفرادی به نام‌های مرا در آن سوی کوه ببر (۲۰۰۰)، بر روی لیبل دوبی شی دوبی شی، چرخ‌ها (آلبوم دن تیمینسکی) (۲۰۰۸)، لیبل رکوردهای روندر، گوتیک جنوبی (۲۰۰۸) منتشر کرده‌است. (۲۰۱۷) در برچسب مرکوری رکورد، و خدا ترس از بتها (۲۰۲۳) در برچسب ۸ آهنگ سرگرمی.
او به خاطر نسخه به روز شده اش از آهنگ " مرد غم و اندوه دائمی " که در فیلم ای برادر، کجا هستی؟ و برنده جایزه انجمن موسیقی کشور در سال ۲۰۰۱ برای بهترین تک آهنگ و همچنین جایزه گرمی برای بهترین همکاری کانتری با آواز (به همراه هارلی آلن و پت انرایت، پر کردن آوازهای فیلم ای برادر، کجایی؟). در مجموع، او برنده ۱۴ جایزه گرمی برای پروژه‌های انفرادی و مشترک شده‌است. در سال ۲۰۱۳، او خواننده آهنگ بین‌المللی آویچی به نام هی برادر از آلبوم واقعی (آلبوم آویچی) بود. تیمینسکی در سال ۲۰۲۱ جایزه ستاره بلوگرس را از بنیاد میراث بلوگرس دالاس، تگزاس دریافت کرد. این جایزه به هنرمندان بلوگراس اعطا می‌شود که کار مثال زدنی در پیشبرد موسیقی سنتی بلوگراس و حفظ شخصیت و میراث آن انجام می‌دهند.